# Palaeorhiza apicata
Palaeorhiza apicata là một loài Hymenoptera trong họ Colletidae. Loài này được Smith mô tả khoa học năm 1863.